# Torleiv Spake
Torleiv Spake Hordasson (o Kåresson, nòrdic antic: Þorleifur spaki) va ser un cabdill viking de la segona meitat del segle x a Medal, Noruega tot i que també residia a la regió d'Oslo durant grans temporades. Torleiv era conegut pels seus coneixements en lleis i per donar suport al fill del jarl de Lade, Eirik Håkonsson. Torleiv era fill d'Horda-Kåre Aslaksson i gràcies a les poques fonts que el mencionen, se sap que va ser criat per una concubina del Haakon Jarl i arribà a ser un poderós home amb recursos, ja que quan Eirik cumplí els 12 anys, li va regalar un snekke de quinze rems per cada flanc totalment equipat.
Torleiv Spake era per damunt de tot un erudit del Gulating i sabent-se això se suposa que tenia una bona posició i respecte social. Snorri Sturluson va escriure que Haakon el Bo imposà el Gulating amb l'assessorament de Torleiv. El cronista medieval Ari Thorgilsson cita a la seua Íslendingabók que un islandès anomenat Úlfljótr va ser enviat pels goðis des de la Mancomunitat Islandesa a Noruega per adquirir suficients coneixements durant tres anys (927 – 930) i aprendre la llei. Úlfljótr es va allotjar amb Torleiv Spake a Oslo.
Heimskringla també menciona un altre personatge anomenat Torleiv Spake durant el regnat de Halfdan el Negre, que anà a demanar consell en relació amb somnis que el feien romandre intranquil.